# Cairo (Nowy Jork)
Cairo – miasto w Stanach Zjednoczonych, w stanie Nowy Jork, w hrabstwie Greene.